# 高智慧
高智慧（6世纪？—590年），南陈末年隋朝初年吴州（今浙江省绍兴市）人。
江南自从东晋以来，刑法宽大，执行不严，世族凌驾于寒门庶族之上。隋灭南陈以后，尚书右仆射苏威撰写了《五教》，令江南百姓不分男女老少熟读，士民抱怨。高智慧起兵造反，自称天子，设置百官。隋文帝命杨素为行军总管，率军前去讨伐。高智慧据守浙江东岸以为营垒，连绵百余里，战船布满江面。杨素进军攻打，来护儿请命于杨素自率奇兵数千人，偷渡浙江，袭击高智慧后方营垒，杨素听从。来护儿率领数百艘轻船，登上浙江东岸，攻破高智慧的大营，火烧营垒。杨素乘机率军进攻，大败敌军，高智慧逃入海中，退保闽、越地区。杨素秘密派人劝说王国庆，让他除掉高智慧自赎。王国庆于是抓获高智慧交给隋军，杨素在泉州将高智慧斩首。